# Jaz zastawkowy
Jaz zastawkowy, stawidło – rodzaj jazu wyposażonego w zamknięcia płaskie, na tyle duże, że do ich przemieszczania niezbędne jest zastosowanie prostego mechanizmu, napędzanego najczęściej ręcznie. Stosowane jest przemieszczanie zamknięcia za pośrednictwem listew palczastych, łańcuchów, kół zębatych i ślimaków. Obsługa takiego zamknięcia wykonywana jest ręcznie za pomocą korby, rzadziej stosuje się napęd elektryczny. Jako zamknięcie tego rodzaju jazu stosuje się płaskie zastawki drewniane, zespolone kształtownikami stalowymi, lub zasuwy całkowicie stalowe. Stosowane są również zasuwy dwudzielne dla większych wysokości zamknięcia. Jaz zastawkowy jest więc stopniem wodnym większym od zastawki, w której niewielka wielkość zamknięcia pozwala na ręczne zakładanie i otwieranie zamknięcia, i mniejszym od innych jazów z zamknięciami, w których wielkość zamknięcia wymusza konieczność stosowania odpowiednich siłowników.
Stawidło to nazwa zwyczajowa funkcjonująca potocznie, w nomenklaturze związanej z hydrotechniką stosuje się określenie jaz zastawkowy.
W Polsce opracowano katalog obiektów typowych BIPROMEL, w którym zaprojektowano zamknięcie metalowe jazów zastawkowych z blachą opierzającą  i kształtownikami rozmieszczonymi w ten sposób, że parcie wody na zamknięcie rozkłada się w sposób równomiernie obciążający poszczególne dźwigary zasuwy.